# Predators Holdings
Predators Holdings, LLC är ett amerikanskt privat holdingbolag som äger och driver ishockeylaget Nashville Predators i National Hockey League (NHL). Bolaget äger även Powers Management som utför facility management i hemmaarena Bridgestone Arena.
Den 7 december 2007 köpte förvaltningsbolag Nashville Predators från den nuvarande ägaren till Minnesota Wild, Craig Leipold för $193 miljoner.
Holdingbolaget ägs av 13 delägare.